# Lićenat-tó
A Lićenat-tó (albánul Liqeni i Leqinatit, Liqeni i Leqinati, vagy Liqeni i Kuqishtës) egy természetes tó Koszovóban, a Prokletije hegység területén. A tó a Lićenat hegyen fekszik 1970 méteres tengerszint feletti magasságban, Koszovó nyugati részén, a montenegrói határ mellett, Kućište (Kuqishtë) település közelében. Népszerű idegenforgalmi célpont, mivel a közeli Rugova-völgybe látogató turisták közül sokan keresik fel. Az idelátogatók közül sokan megmásszák a környék magaslatait is, melyek a következők: Lićenat (2341 m), Žuti kamen (2522 m).

## Fordítás
Ez a szócikk részben vagy egészben  a   Lake Lićenat című angol Wikipédia-szócikk ezen változatának fordításán alapul.  Az eredeti cikk szerkesztőit annak laptörténete sorolja fel. Ez a jelzés csupán a megfogalmazás eredetét és a szerzői jogokat jelzi, nem szolgál a cikkben szereplő információk forrásmegjelöléseként.